# Elīna Garanča
Elīna Garanča (Riga, 16 september 1976) is een Letse mezzosopraan. 
Ze begon haar zangstudie in 1996 in haar geboorteplaats Riga en vervolgde haar studie in Wenen en in de Verenigde Staten. In 1999 behaalde ze de eerste plaats in een belangrijke wedstrijd in Finland. Het was de start van haar carrière in Europa.

## Biografie
Garanča werd geboren in Riga, destijds hoofdstad van de Letse Socialistische Sovjetrepubliek, in een muzikale familie: haar vader was een koordirigent; haar moeder was een zangeres en universitair hoofddocent aan de Letse Academie voor Cultuur en ook een privé-zanglerares. Ze ging in 1996 naar de Letse Muziekacademie om zang te studeren bij Sergej Martinov. Ze vervolgde haar studie in Wenen bij Irina Gavrilovich en in de Verenigde Staten bij Virginia Zeani. 
Garanča begon haar professionele carrière in 1998 bij het Meininger Staatstheater in Meiningen en werkte later bij de Frankfurter Opera. In 1999 won ze de Mirjam Helin zangwedstrijd in Helsinki, Finland.
Garanča's internationale doorbraak kwam in 2003 op de Salzburger Festspiele toen ze Annio zong in een productie van Mozarts La clemenza di Tito, onder leiding van Nikolaus Harnoncourt. Grote optredens volgden snel, zoals Charlotte in Werther, Dorabella in Così fan tutte bij de Weense Staatsopera (2004) en Dorabella in een Parijse productie geregisseerd door Patrice Chéreau (2005).
In 2006 keerde ze terug naar La clemenza di Tito, dit keer zong ze de rol van Sesto. Op 12 januari 2008 maakte Garanča haar gezelschaps- en huisdebuut in de Metropolitan Opera in New York, in de rol van Rosina in Rossini 's Il barbiere di Siviglia.  Garanča zong de hoofdrol van Georges Bizets Carmen in de producties van 2010 en 2015 van de Metropolitan Opera. Tijdens het openingsconcert van het Rheingau Musik Festival 2011 in de abdij van Eberbach voerde ze Alban Bergs Sieben frühe Lieder uit met het hr-Sinfonieorchester onder leiding van Paavo Järvi.
In mei 2018 maakte Garanča haar toneelroldebuut als Dalila in Samson et Dalila van Camille Saint-Saëns bij de Weense Staatsopera onder leiding van Marco Armiliato. In 2018 trad ze op in de uitvoering van die opera door de Metropolitan Opera.

## Prijzen en onderscheidingen
- 1999: Eerste plaats: Mirjam Helin International Singing Competition (Finland)[2]
- 2000: Latvian Great Music Award
- 2001: Finalist BBC Cardiff Singer of the World Competition[7]
- 2005: Genomineerd: Grammy Award voor de opname van Bajazet
- 2006: MIDEM Classical Award: "Best Opera", opname van Vivaldi's Bajazet
- 2006: Europese cultuurprijs in muziek (solist categorie), voorgedragen door de Pro Europa / Europese Cultuurstichting (Zwitserland/Duitsland)[8]
- 2007: ECHO Klassik prijs:Singer of the Year van de CDAria Cantilena[9]
- 2007: Orde van de Drie Sterren, ridderorde, voorgedragen door de staat Letland
- 2009: ECHO Klassik Award:Singer of the Year[9]
- 2010: Musical America Award:Vocalist of the Year[10]
- 2010: MIDEM Classical Award:Singer of the Year[11]
- 2010: Latvian Great Music Award
- 2013: Austrian Kammersängerin[12]
- 2013: ECHO Klassik Award: Beste soloopname van het jaar, (duets/opera/opera arias voor Romantique, werken van Hector Berlioz, Gaetano Donizetti, Charles Gounod, Édouard Lalo, Camille Saint-Saëns, Pjotr Iljitsj Tsjaikovski and Nicola Vaccai[9])
- 2015: ECHO Klassik Award: Solo recording of the year
- 2018: Rigan of the Year
- 2019: Latvian Excellence Award in Culture

## Repertoire
Het repertoire van Garanča omvat:
| Jaar (debuut) | Componist               | Opera                    | Rol(-len)        | Locatie            |
| ------------- | ----------------------- | ------------------------ | ---------------- | ------------------ |
|               | Wolfgang Amadeus Mozart | La clemenza di Tito      | Annio            |                    |
|               | Pietro Mascagni         | Cavalleria rusticana     | Lola             |                    |
|               | Pietro Mascagni         | Cavalleria rusticana     | Santuzza         |                    |
|               | Wolfgang Amadeus Mozart | Le nozze di Figaro       | Cherubino        |                    |
|               | Richard Strauss         | Der Rosenkavalier        | Octavian         |                    |
|               | Jules Massenet          | Werther                  | Charlotte        |                    |
|               | Wolfgang Amadeus Mozart | Così fan tutte           | Dorabella        |                    |
|               | Wolfgang Amadeus Mozart | La clemenza di Tito      | Sesto            |                    |
|               | Gioachino Rossini       | Il barbiere di Siviglia  | Rosina           |                    |
|               | Gioachino Rossini       | La Cenerentola           | Angelina         |                    |
| 2010          | Georges Bizet           | Carmen                   | Carmen           | Metropolitan Opera |
|               | Vincenzo Bellini        | I Capuleti e i Montecchi | Romeo            |                    |
| 2011          | Gaetano Donizetti       | Anna Bolena              | Giovanna Seymour | Weense Staatsopera |
| 2016          | Gaetano Donizetti       | Roberto Devereux         | Sara             | Metropolitan Opera |
|               | Gaetano Donizetti       | La favorite              | Léonor de Guzman |                    |
|               | Hector Berlioz          | Les Troyens              | Didon            |                    |
|               | Wolfgang Amadeus Mozart | Don Giovanni             | Donna Elvira     |                    |
|               | Jules Massenet          | La Navarraise            | Anita            |                    |
|               | Johann Strauss          | Die Fledermaus           | Orlofsky         |                    |
|               | Jacques Offenbach       | Les contes d'Hoffmann    | Nicklausse       |                    |
|               | Vincenzo Bellini        | Norma                    | Adalgisa         |                    |
|               | Giuseppe Verdi          | Don Carlos               | Eboli            |                    |
|               | Giuseppe Verdi          | Falstaff                 | Meg Page         |                    |
|               | Hector Berlioz          | La damnation de Faust    | Marguerite       |                    |
| 2018          | Camille Saint-Saëns     | Samson et Dalila         | Dalila           | Weense Staatsopera |
| 2021          | Richard Wagner          | Parsifal                 | Kundry           | Weense Staatsopera |

## Opnames
Haar opnames omvatten de Grammy Award-winnende Bajazet onder leiding van Fabio Biondi, waarin ze de rol van Andronicus zong. In 2005 tekende Garanča een exclusief contract met Deutsche Grammophon.
Andere audio opnames omvatten:
- I Capuleti e i Montecchi door Vincenzo Bellini
- Norma door Vincenzo Bellini
- Il barbiere di Siviglia door Gioachino Rossini
- Arie Favorite, Ondine Records
- Habanera, Deutsche Grammophon 2010 2894778776
- Aria Cantilena, Deutsche Grammophon
- Mozart: Opera and Concert Arias, EMI Classics
- Bel Canto, Deutsche Grammophon
- Romantique, Deutsche Grammophon
- The Opera Gala: Live from Baden-Baden met Anna Netrebko, Ramón Vargas, en Ludovic Tézier
- Elina: The Best of Elina Garanča, Deutsche Grammophon  2013 2894792241
- Revive: Elina Garanca and Orquestra de la Comunitat Valenciana en Roberto Abbado, Deutsche Grammophon 2016 2894795937
- Elina Garanca Meditation Karel Mark Chichon dirigeert het Deutsche Radio Philharmonic en Latvian Radio Choir  Deutsche Grammophon 2014 2894792071
- Elina Garanca Mozart Vivaldi Parliphone Records LTD A Warner Music Group Company Erato 2005 190295905996
- Elina Garanca Mozart Opera & Concert Arias Camerata Saltzburg Louis Langree  Virgin Classic Records
- Elgar Barenboim Sea Pictures Elina Garanca Falstaff Staatskapelle Berlin Decca Classic Records 2020 2894850968
- Lieder Elīna Garanča, Malcolm Martineau,  Robert Schumann Frauenliebe und Leben op. 42, Johannes Brahms, Heimweh II: “O wüsst’ ich doch den Weg zurück” op. 63 no. 8, Liebe und Frühling II: “Ich muss hinaus” op. 3 no. 3, Liebestreu op. 3 no. 1 · Mädchenlied op. 107 no. 5, O kühler Wald op. 72 no. 3 · Verzagen op. 72 no. 4, O liebliche Wangen op. 47 no. 4 · Geheimnis op. 71 no. 3, Wir wandelten op. 96 no. 2 · Alte Liebe op. 72 no. 1, Die Mainacht op. 43 no. 2 · Von ewiger Liebe op. 43 no. 1, November 6, 2020 Deutsche Grammophon 2020

DVD opnames omvatten:
- Anna Bolena door Gaetano Donizetti. Opnames van de Weense Staatsopera
- La Cenerentola door Gioachino Rossini
- Carmen door Georges Bizet

## Privéleven
Garanča is getrouwd met dirigent Karel Mark Chichon en ze hebben twee dochters. Garanča spreekt vloeiend Lets, Spaans, Russisch en Engels.